# La Serreta-Ull del Moro
|  | Aquest article tracta sobre la serra d'Alcoi. Vegeu-ne altres significats a «La Serreta». |

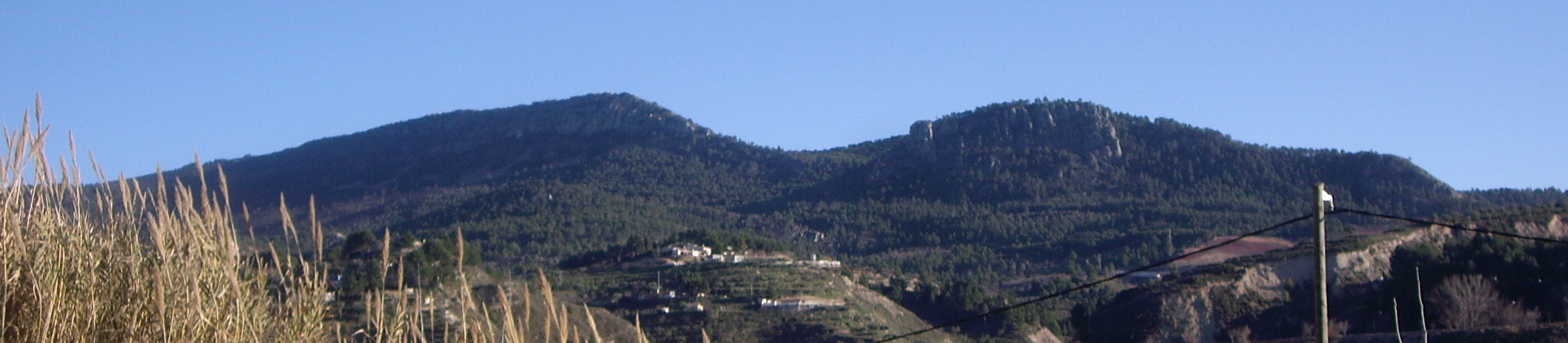
La Serreta. L'alt dels Dubots i l'Ull del Moro des de la Zona Nord

La Serreta-Ull del Moro és una muntanya situada entre els termes municipals d'Alcoi, Cocentaina i Penàguila, en les acaballes del Sistema Bètic, a la zona sud espanyola, amb una direcció predominant SO-NE. Rodeja, junt amb el Biscoi i el Menejador, la ciutat d'Alcoi pel sud.
Està format per dos nuclis muntanyosos, l'alt dels Dubots de 1.050 metres a l'est i l'Ull del Moro de 908 metres. Un tercer element del conjunt seria el Tossal de les Creuetes a l'oest amb 802 metres. Junt amb el Barranc del Cint és la muntanya que més impacte visual té sobre la ciutat d'Alcoi, sobretot a la Zona Nord.
Està en prou bon estat de conservació a pesar de la pressió demogràfica que patix per la proximitat dels nuclis d'Alcoi i Cocentaina. En els últims quinze anys ha patit un parell d'intents d'incendi, un d'ells amb dos focus que van aparéixer simultàniament. En la seua part baixa ens trobem amb pinedes de repoblació mentre que la seua part alta està coberta per bosc autòcton mediterrani on predomina la carrasca.
La CV-70 el creua en direcció Alcoi a Benilloba pel vessant nord. La CV-785 l'envolta pel sud direcció Benifallim. Actualment, s'està construint la variant d'Alcoi a la A-7 en les seues faldes.

## Patrimoni

### Jaciments arqueològics
En la part alta de l'Alt dels Dubots està enclavat el jaciment arqueològic de la Serreta, un important santuari i necròpolis ibèrica, així com les restes d'un observatori de la Guerra Civil Espanyola que donava la veu d'alarma i alertava de les incursions aèries italianes provinents de les Illes Balears. Popularment, sempre s'ha cregut que era un antiaeri. En el terme municipal de Cocentaina es troba el castell de Penella i l'ermita de Sant Tomàs.

### Masos
Són importants, arquitectònicament parlant, el mas Roig, el mas de la Serreta i el mas de la Font de la Salut. Altres són el mas de la font del vicari, el mas de Jaume, la caseta del rebolcat, el mas de la llobera o la coneguda Venta Nadal en la Penella.

### Altres
La Cova Juliana i el Pou de Forminyà.